# Calinaga derufa
Calinaga derufa är en fjärilsart som beskrevs av Le Cerf 1926. Calinaga derufa ingår i släktet Calinaga och familjen praktfjärilar. Inga underarter finns listade i Catalogue of Life.